# Birkenkegel
Der Birkenkegel oder die Birken-Kegelschnecke (Conus betulinus) ist eine Schnecke aus der Familie der Kegelschnecken (Gattung Conus), die im Indopazifik verbreitet ist und sich von Borstenwürmern ernährt.

## Merkmale
Conus betulinus trägt ein mäßig großes bis großes, festes bis schweres Schneckenhaus, das bei ausgewachsenen Schnecken 5,5 bis 18 cm Länge erreicht. Der Körperumgang ist bauchig-kegelförmig bis breit bauchig-kegelförmig, seltener ganz kegelförmig, breit kegelförmig oder näherungsweise birnenförmig, der Umriss meist gerade in den vom Apex abgewandten zwei Dritteln und konvex bis stark konvex im Drittel zum Apex hin, am anderen Ende gelegentlich leicht konkav. Die Schulter ist fast gewinkelt bis gerundet. Das Gewinde ist niedrig bis mäßig hoch, sein Umriss wechselnd konkav. Die Nahtrampen des Teleoconchs sind flach bis leicht konvex mit zahlreichen spiralig verlaufenden Linien. Auf der Oberfläche des der Basis zugewandten Drittels des Körperumgangs verlaufen wechselnd breite Spiralrippen.
Die Grundfarbe des Gehäuses ist dunkelgelb bis orangebraun, seltener kremfarben mit gelben oder orangefarbenen Flecken, gelegentlich mit grau überzogen. Der Körperumgang ist allgemein mit spiralig verlaufenden Reihen brauner Zeichnungen überzogen, deren Dichte und Anzahl variiert und die auch ganz fehlen können. Die Form dieser Zeichnungen wechselt zwischen schmalen spiraligen Strichen, rechteckigen Balken, Punkten, runden oder quadratischen Flecken und axialen Flecken. Dunkle Zeichnungen wechseln regelmäßig mit weißen, wobei letztere oft auf den vom Apex abgewandten zwei Dritteln der Oberfläche fehlen. Der Bereich des Körperumgangs an der Basis kann dunkler gefärbt sein. Die frühen Nahtrampen des Teleoconchs sind nicht gefleckt, während die späteren verschiedenartig mit dunkelbraunen Flecken, radial verlaufenden Streifen und Flecken überzogen sein können. Die Gehäusemündung ist weiß, manchmal blassgelb oder blassviolett. In kleineren Schalen gibt es weit innen einen violettbraunen Farbton. Das braune, dünne bis dicke, durchscheinende bis fast undurchsichtige Periostracum ist mit feinen bis kräftigen, miteinander verflochtenen axialen Rippen überzogen.
Der Fuß ist dunkelgelb mit violetten Axialstreifen, das Rostrum violett, der Sipho an der Basis blassgelb und distal schwärzlich-braun.
Die mit einer Giftdrüse verbundenen Radulazähne haben einen der Spitze abgewandten Widerhaken und gegenüber einen großen, nur schwach zugespitzten zweiten Widerhaken. Der Zahl ist mit einer Doppelreihe kräftiger Zähnchen besetzt, welche die gesamte Schneide oder die Hälfte des Schafts einnehmen kann und in einer Zacke endet. Der Schaft ist in der Mitte etwas eingeschnürt und hat an der Basis einen deutlichen Sporn.

## Verbreitung und Lebensraum
Conus betulinus ist im Indopazifik von Südafrika und Oman bis zu den Ryukyu-Inseln, Neukaledonien, den Salomonen und zur australischen Küste von Queensland verbreitet, fehlt aber im Roten Meer. Er kommt von der Gezeitenzone bis in Meerestiefen von 50 m vor, bevorzugt in der Gezeitenzone bis 20 m, die Form zulu zwischen 30 m und 50 m. Er lebt in geschützten Buchten und in Riffen auf Sand und schlammigem Sand.

## Ernährung
Conus betulinus frisst Vielborster (Polychaeta), die er mit seinen giftigen Radulazähnen sticht. Er erbeutet auch Polychaeten von über 1 m Körperlänge, doch braucht er über eine halbe Stunde, um ein so großes Beutetier zu fressen.